# Senecio ferrugineus
Senecio ferrugineus là một loài thực vật có hoa trong họ Cúc. Loài này được (Klatt) Cuatrec. miêu tả khoa học đầu tiên năm 1950.